# Cymodusa antennator
Cymodusa antennator är en stekelart som beskrevs av Holmgren 1860. Cymodusa antennator ingår i släktet Cymodusa och familjen brokparasitsteklar. Arten är reproducerande i Sverige. Inga underarter finns listade i Catalogue of Life.